# 400 mètres nage libre féminin aux championnats du monde de natation 2024
Cet article traite de l'épreuve féminine. Pour la compétition masculine, voir 400 mètres nage libre masculin aux championnats du monde de natation 2024.
Le 400 mètres nage libre féminin est une épreuve de natation sportive des championnats du monde de natation 2024. Elle a lieu le 11 février 2024 à Doha au Qatar.

## Records
Avant cette compétition, les records dans cette discipline étaient :
| Record du monde       | 3 min 55 s 38 | Ariarne Titmus | 23 juillet 2023 | Fukuoka, Japon |
| Record du championnat | 3 min 55 s 38 | Ariarne Titmus | 23 juillet 2023 | Fukuoka, Japon |

## Résultats détaillés
Les 8 meilleurs temps se qualifient en finale (Q).

### Séries
| Rang | Série | Ligne | Nageuse                  | Pays              | Temps        | Commentaire                 |
| Rank | Heat  | Lane  | Name                     | Nationality       | Time         | Notes                       |
| ---- | ----- | ----- | ------------------------ | ----------------- | ------------ | --------------------------- |
| 1    | 4     | 5     | Li Bingjie               | Chine             | 4:04.65      | Q                           |
| 2    | 4     | 4     | Erika Fairweather        | Nouvelle-Zélande  | 4:04.70      | Q                           |
| 3    | 3     | 4     | Isabel Marie Gose        | Allemagne         | 4:05.48      | Q                           |
| 4    | 4     | 2     | Maria Fernanda Costa     | Brésil            | 4:05.52      | Q, Record d'Amérique du Sud |
| 5    | 4     | 3     | Eve Thomas               | Nouvelle-Zélande  | 4:06.12      | Q                           |
| 6    | 4     | 6     | Gabrielle Roncatto       | Brésil            | 4:06.13      | Q                           |
| 7    | 3     | 3     | Yang Peiqi               | Chine             | 4:06.82      | Q                           |
| 8    | 4     | 8     | Agostina Hein            | Argentine         | 4:08.86      | Q                           |
| 9    | 4     | 7     | Nikolett Pádár           | Hongrie           | 4:09.21      |                             |
| 10   | 4     | 0     | Ichika Kajimoto          | Japon             | 4:09.65      |                             |
| 11   | 3     | 1     | Addison Sauickie         | États-Unis        | 4:09.67      |                             |
| 12   | 3     | 5     | Kiah Melverton           | Australie         | 4:10.61      |                             |
| 13   | 3     | 6     | Valentine Dumont         | Belgique          | 4:10.96      |                             |
| 14   | 4     | 9     | Duné Coetzee             | Afrique du Sud    | 4:12.03      |                             |
| 15   | 3     | 7     | Anastasiya Kirpichnikova | France            | 4:13.95      |                             |
| 16   | 3     | 8     | Imani de Jong            | Pays-Bas          | 4:14.20      |                             |
| 17   | 2     | 4     | Daria Golovaty           | Israël            | 4:14.42      |                             |
| 18   | 3     | 0     | Merve Tuncel             | Turquie           | 4:14.47      |                             |
| 19   | 2     | 5     | Gan Ching Hwee           | Singapour         | 4:14.54      |                             |
| 20   | 4     | 1     | Francisca Soares         | Portugal          | 4:15.04      |                             |
| 21   | 3     | 2     | Ella Jansen              | Canada            | 4:17.01      |                             |
| 22   | 2     | 2     | Maria Yegres             | Venezuela         | 4:17.65      |                             |
| 23   | 2     | 3     | Diana Taszhanova         | Kazakhstan        | 4:18.15      |                             |
| 24   | 3     | 9     | Han Da-kyung             | Corée du Sud      | 4:18.38      |                             |
| 25   | 2     | 6     | Elisbet Gámez            | Cuba              | 4:19.91      |                             |
| 26   | 2     | 1     | Lisa Pou                 | Monaco            | 4:22.61      |                             |
| 27   | 2     | 8     | Eva Petrovska            | Macédoine du Nord | 4:25.21      |                             |
| 28   | 2     | 0     | Harper Barrowman         | Îles Caïmans      | 4:27.30      |                             |
| 29   | 2     | 7     | Ma Gilaine               | Hong Kong         | 4:27.52      |                             |
| 30   | 1     | 5     | Malak Meqdar             | Maroc             | 4:36.32      |                             |
| 31   | 2     | 9     | Kaltra Meca              | Albanie           | 4:40.47      |                             |
| 32   | 1     | 4     | Duana Lama               | Népal             | 4:45.85      |                             |
| 33   | 1     | 6     | Mashael Alayed           | Arabie saoudite   | 4:56.42      |                             |
| –    | 1     | 3     | Karin Belbeisi           | Jordanie          | Disqualifiée | Disqualifiée                |

### Finale
| Rang               | Ligne | Nageuse              | Pays             | Temps         | Commentaire              |
| ------------------ | ----- | -------------------- | ---------------- | ------------- | ------------------------ |
| Médaille d'or      | 5     | Erika Fairweather    | Nouvelle-Zélande | 3 min 59 s 44 |                          |
| Médaille d'argent  | 4     | Li Bingjie           | Chine            | 4 min 1 s 62  |                          |
| Médaille de bronze | 3     | Isabel Gose          | Allemagne        | 4 min 2 s 39  | Record national          |
| 4                  | 6     | Maria Fernanda Costa | Brésil           | 4 min 2 s 86  | Record d'Amérique du Sud |
| 5                  | 7     | Gabrielle Roncatto   | Brésil           | 4 min 4 s 18  |                          |
| 6                  | 1     | Yang Peiqi           | Chine            | 4 min 5 s 73  |                          |
| 7                  | 2     | Eve Thomas           | Nouvelle-Zélande | 4 min 5 s 87  |                          |
| 8                  | 8     | Agostina Hein        | Argentine        | 4 min 10 s 33 |                          |